# UAE Tour 2023
5. ročník etapového cyklistického závodu UAE Tour se konal mezi 20. a 26. únorem 2023 ve Spojených arabských emirátech. Celkovým vítězem se stal Belgičan Remco Evenepoel z týmu Soudal–Quick-Step. Na druhém a třetím místě se umístili Australan Luke Plapp (Ineos Grenadiers) a Brit Adam Yates (UAE Team Emirates). Závod byl součástí UCI World Tour 2023 na úrovni 2.UWT a byl třetím závodem tohoto seriálu.

## Týmy
Závodu se zúčastnilo 16 z 18 UCI WorldTeamů a 4 UCI ProTeamy. Týmy Arkéa–Samsic a Cofidis se rozhodly závodu neúčastnit z důvodu nabitého kalendáře. Týmy Israel–Premier Tech, Lotto–Dstny a Team TotalEnergies dostaly automatické pozvánky jako 3 nejlepší UCI ProTeamy sezóny 2022, poslední zmiňovaný tým však svou pozvánku zamítly. Další 2 UCI ProTeamy (Green Project–Bardiani–CSF–Faizanè a Tudor Pro Cycling Team) pak byly vybrány organizátory závodu, RCS Sport. Všechny týmy přijely se sedmi jezdci, celkem se tak na start postavilo 140 závodníků. Do cíle na Džabal Hafít dojelo 133 z nich.
UCI WorldTeamy
- AG2R Citroën Team
- Alpecin–Deceuninck
- Astana Qazaqstan Team
- Bora–Hansgrohe
- EF Education–EasyPost
- Groupama–FDJ
- Ineos Grenadiers
- Intermarché–Circus–Wanty
- Movistar Team
- Soudal–Quick-Step
- Team Bahrain Victorious
- Team DSM
- Team Jayco–AlUla
- Team Jumbo–Visma
- Trek–Segafredo
- UAE Team Emirates

UCI ProTeamy
- Green Project–Bardiani–CSF–Faizanè
- Israel–Premier Tech
- Lotto–Dstny
- Tudor Pro Cycling Team

## Trasa a etapy
| Etapa         | Datum         | Trasa                                             | Vzdálenost | Typ       | Typ            | Vítěz                       |
| ------------- | ------------- | ------------------------------------------------- | ---------- | --------- | -------------- | --------------------------- |
| 1             | 20. února     | Hrad Al Dhafra – Al Mirfa                         | 151 km     |           | Rovinatá etapa | Tim Merlier (BEL)           |
| 2             | 21. února     | Khalifa Port – Khalifa Port                       | 17,2 km    |           | Týmová časovka | Soudal–Quick-Step           |
| 3             | 22. února     | Deštníková pláž Al Fudžarja – Džabal Bil Ajs      | 185 km     |           | Horská etapa   | Einer Rubio (COL)           |
| 4             | 23. února     | Al Shindagha – Přístav Dubaj                      | 174 km     |           | Rovinatá etapa | Juan Sebastián Molano (COL) |
| 5             | 24. února     | Ostrov Al Marján – Umm al-Kuvajn                  | 182 km     |           | Rovinatá etapa | Dylan Groenewegen (NED)     |
| 6             | 25. února     | Warner Bros. World Abú Zabí – Abú Zabí Breakwater | 166 km     |           | Rovinatá etapa | Tim Merlier (BEL)           |
| 7             | 26. února     | Stadion Hazzy bin Zayeda – Džabal Hafít           | 153 km     |           | Horská etapa   | Adam Yates (GBR)            |
| Celková délka | Celková délka | Celková délka                                     | 1028,2 km  | 1028,2 km | 1028,2 km      | 1028,2 km                   |

## Průběžné pořadí
| Etapa          | Vítěz                 | Celkové pořadí  | Bodovací soutěž | Sprinterská soutěž | Soutěž mladých jezdců | Soutěž týmů           |
| -------------- | --------------------- | --------------- | --------------- | ------------------ | --------------------- | --------------------- |
| 1              | Tim Merlier           | Tim Merlier     | Tim Merlier     | Luke Plapp         | Luke Plapp            | Soudal–Quick-Step     |
| 2              | Soudal–Quick-Step     | Luke Plapp      | Tim Merlier     | Luke Plapp         | Luke Plapp            | Soudal–Quick-Step     |
| 3              | Einer Rubio           | Remco Evenepoel | Luke Plapp      | Edward Planckaert  | Remco Evenepoel       | EF Education–EasyPost |
| 4              | Juan Sebastián Molano | Remco Evenepoel | Olav Kooij      | Edward Planckaert  | Remco Evenepoel       | EF Education–EasyPost |
| 5              | Dylan Groenewegen     | Remco Evenepoel | Tim Merlier     | Edward Planckaert  | Remco Evenepoel       | EF Education–EasyPost |
| 6              | Tim Merlier           | Remco Evenepoel | Tim Merlier     | Edward Planckaert  | Remco Evenepoel       | EF Education–EasyPost |
| 7              | Adam Yates            | Remco Evenepoel | Tim Merlier     | Edward Planckaert  | Remco Evenepoel       | UAE Team Emirates     |
| Konečné pořadí | Konečné pořadí        | Remco Evenepoel | Tim Merlier     | Edward Planckaert  | Remco Evenepoel       | Tim Merlier           |

- Ve 2. etapě nosil Nikias Arndt, jenž byl třetí v bodovací soutěži, zelený dres, neboť lídr této klasifikace Tim Merlier nosil červený dres pro lídra celkového pořadí a druhý závodník této klasifikace Luke Plapp nosil bílý dres lídra soutěže mladých jezdců.
- Ve 2. etapě nosil Pello Bilbao, jenž byl třetí ve sprinterské soutěži, černý dres, neboť lídr této klasifikace Luke Plapp nosil bílý dres pro lídra soutěže mladých jezec a druhý závodník této klasifikace Nikias Arndt nosil zelený dres lídra bodovací soutěže.
- Ve 3. etapě nosil Nikias Arndt, jenž byl druhý ve sprinterské soutěži, černý dres, neboť lídr této klasifikace Luke Plapp nosil červený dres pro lídra celkového pořadí.
- Ve 3. etapě nosil Olav Kooij, jenž byl třetí v soutěži mladých jezdců, bílý dres, neboť lídr této klasifikace Luke Plapp nosil červený dres pro lídra celkového pořadí a druhý závodník této klasifikace Remco Evenepoel nosil duhový dres pro aktuálního mistra světa.
- Ve 4. etapě nosil Andreas Leknessund, jenž byl třetí v soutěži mladých jezdců, bílý dres, neboť lídr této klasifikace Remco Evenepoel nosil červený dres pro lídra celkového pořadí a druhý závodník této klasifikace Luke Plapp nosil zelený dres lídra bodovací soutěže.
- V etapách 5, 6 a 7 nosil Andreas Leknessund, jenž byl třetí v soutěži mladých jezdců, bílý dres, neboť lídr této klasifikace Remco Evenepoel nosil červený dres pro lídra celkového pořadí a druhý závodník této klasifikace Luke Plapp nosil zeleno-žlutý dres aktuálního mistra Austrálie.

## Konečné pořadí
| Legenda | Legenda                         | Legenda | Legenda                               |
| ------- | ------------------------------- | ------- | ------------------------------------- |
|         | Označuje lídra celkového pořadí |         | Označuje lídra soutěže mladých jezdců |
|         | Označuje lídra bodovací soutěže |         | Označuje lídra sprinterske soutěže    |

### Celkové pořadí
| Pořadí | Jezdec                 | Tým                     | Čas         |
| ------ | ---------------------- | ----------------------- | ----------- |
| 1      | Remco Evenepoel (BEL)  | Soudal–Quick-Step       | 23h 25' 26" |
| 2      | Luke Plapp (AUS)       | Ineos Grenadiers        | + 59"       |
| 3      | Adam Yates (GBR)       | UAE Team Emirates       | + 1' 00"    |
| 4      | Pello Bilbao (ESP)     | Team Bahrain Victorious | + 1' 03"    |
| 5      | Sepp Kuss (USA)        | Team Jumbo–Visma        | + 2' 06"    |
| 6      | Wout Poels (NED)       | Team Bahrain Victorious | + 2' 18"    |
| 7      | Antonio Tiberi (ITA)   | Trek–Segafredo          | + 2' 33"    |
| 8      | Ben Zwiehoff (GER)     | Bora–Hansgrohe          | + 2' 38"    |
| 9      | Emanuel Buchmann (GER) | Bora–Hansgrohe          | + 2' 38"    |
| 10     | Harm Vanhoucke (BEL)   | Team DSM                | + 2' 40"    |

### Bodovací soutěž
| Pořadí | Jezdec                      | Tým                | Body |
| ------ | --------------------------- | ------------------ | ---- |
| 1      | Tim Merlier (BEL)           | Soudal–Quick-Step  | 52   |
| 2      | Remco Evenepoel (BEL)       | Soudal–Quick-Step  | 45   |
| 3      | Dylan Groenewegen (NED)     | Team Jayco–AlUla   | 39   |
| 4      | Olav Kooij (NED)            | Team Jumbo–Visma   | 36   |
| 5      | Edward Planckaert (BEL)     | Alpecin–Deceuninck | 34   |
| 6      | Adam Yates (GBR)            | UAE Team Emirates  | 32   |
| 7      | Sam Bennett (IRL)           | Bora–Hansgrohe     | 31   |
| 8      | Sam Welsford (AUS)          | Team DSM           | 30   |
| 9      | Luke Plapp (AUS)            | Ineos Grenadiers   | 29   |
| 10     | Juan Sebastián Molano (COL) | UAE Team Emirates  | 24   |

### Sprinterská soutěž
| Pořadí | Jezdec                  | Tým                                | Body |
| ------ | ----------------------- | ---------------------------------- | ---- |
| 1      | Edward Planckaert (BEL) | Alpecin–Deceuninck                 | 34   |
| 2      | Samuele Zoccarato (ITA) | Green Project–Bardiani–CSF–Faizanè | 24   |
| 3      | Luke Plapp (AUS)        | Ineos Grenadiers                   | 13   |
| 4      | Remco Evenepoel (BEL)   | Soudal–Quick-Step                  | 10   |
| 5      | Alex Baudin (FRA)       | AG2R Citroën Team                  | 10   |
| 6      | Nikias Arndt (GER)      | Team Bahrain Victorious            | 9    |
| 7      | Thomas De Gendt (BEL)   | Lotto–Dstny                        | 9    |
| 8      | Jaakko Hänninen (FIN)   | AG2R Citroën Team                  | 8    |
| 9      | Sam Welsford (AUS)      | Team DSM                           | 8    |
| 10     | Josef Černý (CZE)       | Soudal–Quick-Step                  | 8    |

### Soutěž mladých jezdců
| Pořadí | Jezdec                       | Tým                    | Čas         |
| ------ | ---------------------------- | ---------------------- | ----------- |
| 1      | Remco Evenepoel (BEL)        | Soudal–Quick-Step      | 23h 25' 26" |
| 2      | Luke Plapp (AUS)             | Ineos Grenadiers       | + 59"       |
| 3      | Antonio Tiberi (ITA)         | Trek–Segafredo         | + 2' 33"    |
| 4      | Einer Rubio (COL)            | Movistar Team          | + 2' 57"    |
| 5      | Brandon McNulty (USA)        | UAE Team Emirates      | + 3' 02"    |
| 6      | Matthew Riccitello (USA)     | Israel–Premier Tech    | + 3' 18"    |
| 7      | Valentin Paret-Peintre (FRA) | AG2R Citroën Team      | + 3' 29"    |
| 8      | Andreas Leknessund (NOR)     | Team DSM               | + 3' 39"    |
| 9      | Yannis Voisard (SUI)         | Tudor Pro Cycling Team | + 3' 41"    |
| 10     | Georg Steinhauser (GER)      | EF Education–EasyPost  | + 3' 50"    |

### Soutěž týmů
| Pořadí | Tým                      | Čas         |
| ------ | ------------------------ | ----------- |
| 1      | UAE Team Emirates        | 69h 48' 08" |
| 2      | AG2R Citroën Team        | + 1' 15"    |
| 3      | EF Education–EasyPost    | + 1' 41"    |
| 4      | Team Jumbo–Visma         | + 6' 37"    |
| 5      | Intermarché–Circus–Wanty | + 6' 58"    |
| 6      | Soudal–Quick-Step        | + 7' 09"    |
| 7      | Trek–Segafredo           | + 7' 19"    |
| 8      | Israel–Premier Tech      | + 10' 02"   |
| 9      | Astana Qazaqstan Team    | + 10' 39"   |
| 10     | Team Bahrain Victorious  | + 11' 23"   |